# Иранские подземные ракетные базы
По данным иранских властей, иранские подземные ракетные базы или шахты (перс. پایگاه های موشکی زیرزمینی ایران‎), также известные как Ракетные города (перс. شهرهای موشکی‎), существуют во всех провинциях и городах Ирана. Базы содержат дорожно-мобильные грузовики транспортно-установочных машин, а также другое оборудование. Подземные туннели и помещения, протянувшиеся на десятки километров, содержат тысячи различных баллистических и крылатых ракет. Список включает ракеты Саджил, Хадж Касем и Хайбар — баллистические ракеты средней дальности на твёрдом топливе.

## История
Иранская ракетная программа началась в 1980-х годах.
В октябре 2015 года видео с одного из ракетных объектов было впервые опубликовано бригадным генералом Амиром Али Хаджизаде, командующим Аэрокосмическими силами Корпуса стражей исламской революции. Это произошло через несколько дней после того, как государственные СМИ Ирана сообщили о тестировании новой генерации баллистической ракеты средней дальности Эмад. Амир Али Хаджизаде заявил «Иранские ракеты различной дальности готовы к запуску с подземных баз, как только Высший руководитель Али Хаменеи отдаст приказ об этом», добавив, что «Иран создал ракетные базы во всех провинциях и городах по всей стране на глубине 500 метров».
В январе 2016 года базы снова были показаны по телевидению на фоне обострения напряжённости с Саудовской Аравией после казни шиитского священнослужителя Нимра ан-Нимра. Второй по рангу командир Корпуса стражей похвастался, что иранские склады и подземные сооружения настолько переполнены, что не знают, где хранить новые ракеты.
В 2020 году появились видео и фотографии подземной базы баллистических ракет в Иране, на которых показаны группы баллистических ракет, готовых к запуску и транспортируемых через автоматизированную железнодорожную систему по огромным туннелям подземного бункера. Ракеты хранятся вертикально в «магазинах», что позволяет запускать их в быстрой последовательности, поскольку каждая ракета уже размещена на индивидуальной готовой к стрельбе платформе, нет необходимости в кранах или транспортёрах-погрузчиках для подготовки их к запуску.
26 марта 2025 года иранские СМИ опубликовали видео, показывающее начальника Генерального штаба Вооружённых сил Ирана генерала Мохаммада Багери и Амира Али Хаджизаде, командующего Аэрокосмическими силами Корпуса стражей исламской революции, инспектирующих якобы новую массивную подземную ракетную базу, названную Ираном «Ракетным городом». В видео два командира КСИР показаны едущими по обширным туннельным системам, вдоль которых расположены транспортные средства с современным вооружением и ракетами, включая ракеты на жидком топливе Гадр-H и Эмад, а также баллистические ракеты на твёрдом топливе Хайбар Шекан, Седжиль и Хадж Касем в дополнение к крылатым ракетам класса «земля — земля» Паве. Видео было опубликовано после того, как США выдвинули двухмесячный ультиматум, требуя от Ирана отказаться от своих ядерных амбиций и ракетной программы. Согласно Newsweek, кадры были выпущены как в пропагандистских целях, так и в качестве предупреждения противникам Ирана. Однако это также демонстрирует уязвимость объекта в его открытом хранении ракет, в отличие от хранения в разделённых укрытиях, и отсутствие взрывозащитных дверей или усиленных барьеров между секциями, что делает вторичные взрывы в объекте катастрофическими в случае его компрометации.

## Анализ
Публикация кадров иранских подземных ракетных баз предоставила возможность законодателям показать, что июльская ядерная сделка не ослабила военную мощь Ирана, и это была демонстрация силы Ираном в ответ на заявления западных держав, особенно США, о военных вариантах против Ирана, несмотря на ядерную сделку, согласно The Guardian. Хаджизаде сказал, что Иран не стремится начать войну, но «если враги совершат ошибку, ракетные базы извергнутся как вулкан из глубины земли».
По мнению Талья Инбара, старшего израильского эксперта по обороне и главе Центра космических исследований в Институте воздушных и космических стратегических исследований имени Фишера в Герцлия, эта ракетная база «позволяет Исламской Республике хранить и скрытно запускать ракеты класса „поверхность-поверхность“». Он описал подземное сооружение, местоположение которого неизвестно, как «сложную систему огромных туннелей». Он также отметил, что эти базы могут быть использованы Ираном для «внезапной массированной ракетной атаки».

## Оценочное количество
По мнению Амира Али Хаджизаде, командующего Аэрокосмическими силами Корпуса стражей исламской революции: «Если мы будем раскрывать свои ракетные города каждую неделю, то этот процесс продолжится более двух лет». Информационное агентство ИСНА предоставляет информацию: «сотни подземных ракетных баз Аэрокосмических сил КСИР».

## Список идентифицированных ракетных баз
Ниже неполный список части из сотен подземных ракетных баз Аэрокосмических сил КСИР:
| Ракетная база                                                                             | Провинция                                     | Координаты                  |
| ----------------------------------------------------------------------------------------- | --------------------------------------------- | --------------------------- |
| Хоррамабад — подземная ракетная база Наибольшее количество ракетных шахт на базе в стране | Лурестан                                      |                             |
| Канешт Каньон — северная подземная база                                                   | Керманшах                                     |                             |
| Пандж Пелле — подземная ракетная база                                                     | Керманшах                                     |                             |
| Бахтаран — ракетная база                                                                  | Керманшах                                     |                             |
| Подземная ракетная база                                                                   | Кум                                           |                             |
| Подземная ракетная база                                                                   | Хорасан (Восточный Эльбурсский горный хребет) |                             |
| Хаджиабад ракетная база                                                                   | Хормозган                                     | 28°19’44.02"N 55°56’34.20"E |
| Предполагаемая подземная ракетная база                                                    | Хормозган (Хоргу)                             | 27°31’39.22"N 56°26’59.39"E |
| Предполагаемая подземная ракетная база                                                    | Фарс (Шираз)                                  | 29°27’28.37"N 52°29’18.53"E |

В Иране также есть тактические подземные авиабазы, среди них:
| Подземная авиабаза | Провинция | Координаты                      |
| ------------------ | --------- | ------------------------------- |
| Огаб-44            |           | 28°03′23″ с. ш. 55°30′24″ в. д. |